# 斯维布洛沃区
斯维布洛沃区（俄語：район Свиблово）是莫斯科东北行政区的一区，面积4.41平方公里，人口60,013人。斯维布洛沃站和植物园站位于该区。它与南梅德韦德科沃区、巴布什金区、奥斯坦金诺区、奥特拉德诺耶区、罗斯托基诺区和雅罗斯拉夫尔区接壤。